# PRIDE (今井美樹單曲)
「PRIDE」為日本女歌手今井美樹，於1996年11月4日發售的第12張單曲。

## 說明
今井美樹的代表歌曲，作為本身的最大熱銷單曲，今井本人也相當喜歡，為演唱會的必唱曲目。
繼上上張單曲「Miss You」以來，再度作為連續劇主題曲，發售當週在公信榜初動銷量約為前一張單曲的兩倍銷量，再加上電視劇不錯的收視率，最後銷量總計160萬的熱銷單曲。初發售約一個月皆在月排名的上位，電視劇結局的12月份，重回單週冠軍並連續兩週，總計獲得3週第一名的冠軍單曲。
作為自身第三張冠軍單曲，同時也是繼「PIECE OF MY WISH」的第二張百萬單曲。
身為製作人的布袋寅泰本身也是作曲作詞者，並參與了吉他的演奏，之後今井與布袋兩人結婚後，今井受邀參加2006年的第57屆紅白歌唱大賽，以PRIDE本曲出場，平時不上電視節目的布袋寅泰以吉他伴奏者的身分出場，實現了所謂的夫妻共演。由於之前作為1980年代暢銷樂團「BOØWY」卻辭退紅白演出的布袋寅泰，卻作為妻子的伴奏者出場而成為了話題。

## 收錄曲目
1. PRIDE
（作詞・作曲・編曲:布袋寅泰）
富士電視台於1996年拍攝的電視劇「德克」(ドク)的主題曲。歌詞內容描述了戀愛的女性「現在對戀人的那份愛情是我本身的『PRIDE』」。歌詞的主題在OL等年輕女性中人氣相當高，而成為卡拉OK的必點曲目。發售於11月因此於1996年年度銷量統計時統計時間相當短，但在翌年1997年獲得長時間的年間排名上位，最後獲得了1997年全年第六名。現在與今井的另一張單曲「PIECE OF MY WISH」成為了必唱曲目。收錄此曲，於1997年發行的同名專輯「PRIDE」也同時獲得了百萬銷量的好成績。
2. 永遠のメモリー
（作詞・作曲・編曲:布袋寅泰）
3. PRIDE (Instrumental Version)
（作曲・編曲:布袋寅泰）